# Johann Rudolf Wölfflin
Johann Rudolf Wölfflin (* 31. Juli 1801 in Basel; † 30. Januar 1888 ebenda) war ein Schweizer Zuckerbäcker und Polizeigerichtspräsident.

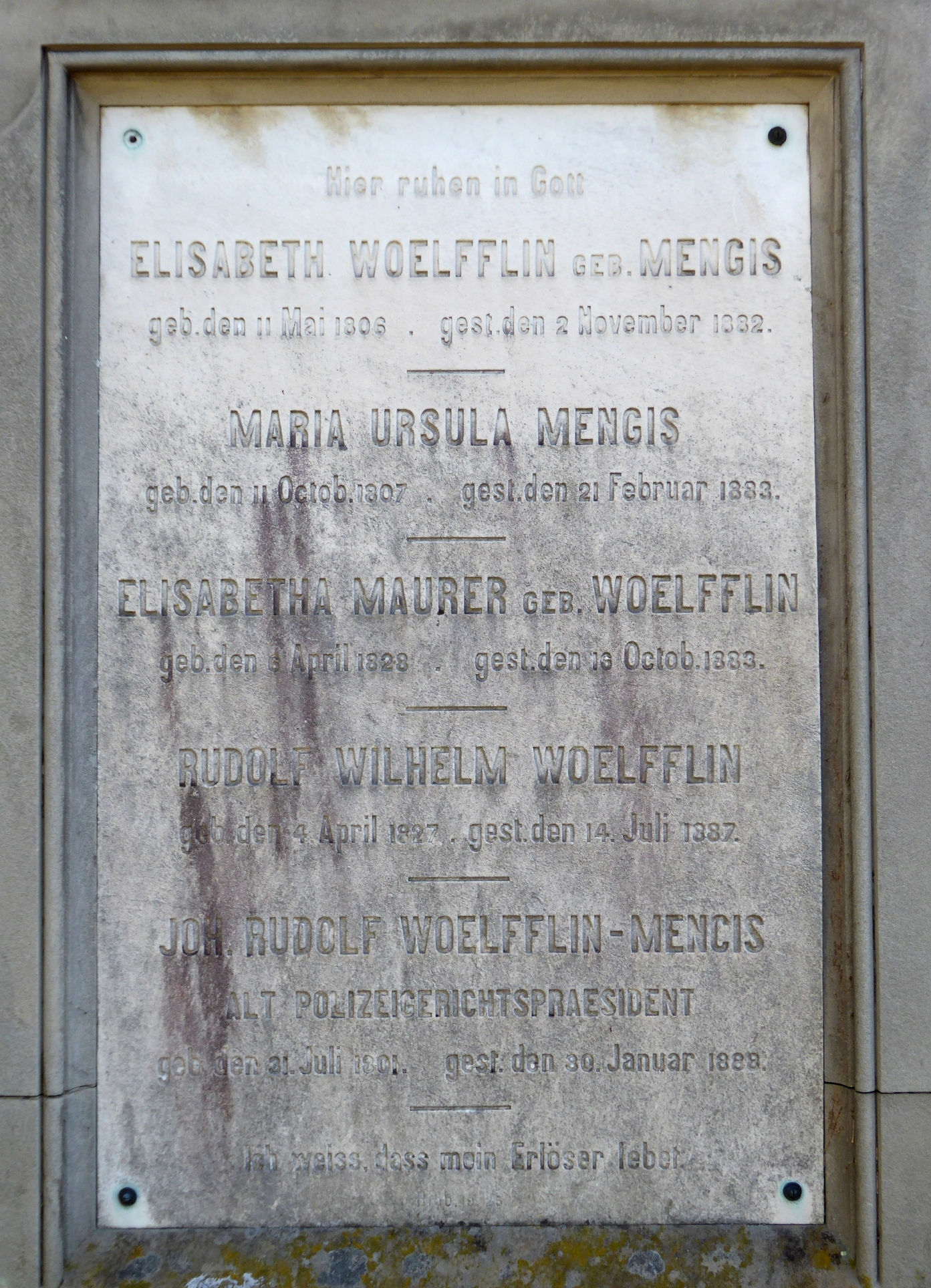
Grab auf dem Wolfgottesacker in Basel.

## Leben
Wölfflin war Mitglied des Basler Stadtrats sowie Vorgesetzter und Schreiber der Zunft zu Gärtnern. Er war mit Elisabeth, geborene Mengis (* 11. Mai 1806; † 2. November 1882), verheiratet. Ein gemeinsamer Sohn war der klassische Philologe Eduard Wölfflin. Ihre Enkel waren der Kunsthistoriker Heinrich Wölfflin und der Augenarzt Ernst Wölfflin. 
Johann Rudolf Wölfflin fand seine letzte Ruhestätte auf dem Wolfgottesacker in Basel.